# Megaselia labellaspinata
Megaselia labellaspinata är en tvåvingeart som beskrevs av William Russel Buck och Ronald Henry Lambert Disney 2001. Megaselia labellaspinata ingår i släktet Megaselia och familjen puckelflugor.
Artens utbredningsområde är Finland. Inga underarter finns listade i Catalogue of Life.